# Chartchai Juntrat
Chartchai Juntrat (nascido em 27 de setembro de 1951) é um ciclista tailandês. Representou sua nação nos Jogos Olímpicos de Verão de 1976.